# Сырная седмица
Сы́рная седми́ца (Сырная неделя, греч. Ἑβδομάς τῆς Τυρινῆς, церк.-слав. Сы́рнаѧ седми́ца) — подготовительная и последняя сплошная седмица в богослужебном уставе Православных церквей перед Великим постом, которая начинается с понедельника, непосредственно следующего после Недели о Страшном суде.

## Богослужение
Богослужения Сырной седмицы являются подготовкой к Великому посту, поэтому в Православной церкви дни сырной седмицы не являются праздничными в отличие от празднования народной Масленицы. Про эту седмицу в богослужении говорится: «преддверие покаяния, предпразднство (πυοεόρτιον) воздержания, светлое предчувствие поста, седмица пред очистительная». Начиная с вечерни недели стихиры на стиховне Октоиха заменяются стихирами из Постной Триоди, а на утрени в понедельник  поются седальны Постной Триоди и  трипеснец на каноне из неё же. Подготавливая верующих к длительному посту и объясняя его значение через богослужебные тексты, Православная церковь учит, что пост всегда полезен, во время него ослабевают бесовские искушения, вместе с постящимся пребывают ангелы, поскольку с помощью поста человек очищается. Например, в стихире на стиховне в понедельник на утрени об этом сказано: «На всѧ́кое вре́мѧ по́стъ поле́зенъ є҆́сть, и҆зволѧ́ющымъ и҆ творѧ́щымъ и҆̀: нижѐ бо и҆скꙋше́нїе де́мѡнское дерза́етъ на постѧ́щагосѧ: но и҆ храни́тели жи́зни на́шеѧ а҆́гг҃ли, люботрꙋ́днѣйше съ на́ми пребыва́ютъ, посто́мъ ѡ҆чи́стившимисѧ».
Богослужение в среду и пятницу имеет сходство с великопостным. Начиная с вечерни во вторник, читается молитва Ефрема Сирина, на которой молящиеся в церкви кладут земные и поясные поклоны. На утрени вместо песнопения  «Бг҃ъ гдⷭ҇ь и҆ ꙗ҆ви́сѧ на́мъ…»  поется Аллилуйя с постовыми стихами. В среду и пятницу не положено, согласно Типикону, совершать Божественную литургию. В субботу Сырной седмицы совершается память всех преподобных отцов в подвиге поста просиявших —  Собор всех преподобных. А в последний день сырной седмицы, в воскресение, вспоминается Церковью за богослужением грехопадение  и изгнание первых людей из Рая — Неделя сыропустная, а на повечерии в этот же день совершается Чин прощения.
В IX веке Феодор и Иосиф Студиты и Христофор Протосинкрит написали многие песнопения, в настоящее время используемые церковью в Сырную седмицу.

## Трапеза
Согласно Типикону, на всём протяжении Сырной седмицы, включая среду и пятницу, разрешено употреблять рыбу, яйца, сыр и другие молочные продукты, однако запрещено употребление мяса; кроме того, в среду и пятницу рекомендован лишь один приём пищи вечером. Отсутствие поста в среду и пятницу Типикон объясняет следующим образом в 49-й главе: «По вече́рни же въ си́хъ двꙋ̀ дне́хъ (среды̀ и҆ пѧтка̀), ꙗ҆ди́мъ сы́ръ и҆ ꙗ҆́ица, є҆ди́ною дне́мъ разрѣша́юще пра́вила тетраді́тѡвъ и҆ ꙗ҆кѡві́тѡвъ».

### Отказ от мяса
Об истории поста Сырной седмицы, то есть о причинах отказа от мяса, рассказывает Никифор Каллист Ксанфопул (XIV век) в Синаксаре Субботы сырной, который помещён в Постной Триоди: византийский император Ираклий I после шестилетней изнурительной войны с персидским царём Хосроем дал обет не вкушать мясо в последнюю неделю перед Великим постом. Была одержана победа. Приняв благочестивый обет и ходатайство царя, Церковь ввела этот обычай в свой богослужебный устав.